# Lithobates palmipes
La rana verde verdadera o rana fluvial amazónica (Lithobates palmipes), es una especie de anfibio anuro de la familia Ranidae.
Habita en Bolivia, Brasil, Colombia, Ecuador, Guyana Francesa, Guyana, Perú, Surinam, Trinidad y Tobago, y Venezuela. 
Su hábitat natural es el bosque tropical y subtropical húmedo de baja altitud, pantanos, ríos, lagos  y marismas. La UICN no la considera amenazada.